# Inferenza immediata
Un'inferenza immediata è una deduzione che può essere fatta da una proposizione dichiarativa.. Ad esempio, dalla proposizione "tutti i rospi sono verdi" è possibile trarre la deduzione immediata che "nessun rospo non è verde".
Esistono un certo numero di inferenze immediate che possono validamente essere fatte usando le operazioni logiche, il cui risultato è una proposizione logicamente equivalente a quella iniziale. Esistono anche tipi di inferenza immediata non valide che corrispondono a forme di sillogismo errate.

## Inferenze immediate valide

### Inversione
- Data una proposizione dichiarativa di tipo E, dal quadrato delle opposizioni, cioè che "Nessun S è P", si può fare la deduzione immediata che "Nessun P è S", che è il contrario della proposizione iniziale.
- Data una proposizione di tipo I, "Alcuni S sono P", si può fare la deduzione immediata che "Alcuni P sono S", che è il contrario della proposizione iniziale.

### Obversione
- Data una proposizione dichiarativa di tipo A, "Tutti gli S sono  P", si può fare la deduzione immediata che "Nessun S è non-P", che è l'obversa della proposizione data.
- Data una proposizione di tipo E, "Nessun S è P.", si può fare la deduzione immediata che "Tutti gli S sono non-P", che è l'obversa della proposizione data.
- Data una proposizione di tipo I, "Alcuni S sono P", si può fare la deduzione immediata che "Alcuni S non sono non-P", che è l'obversa della proposizione data.
- Data una proposizione di tipo O, "Alcuni S non sono P", si può fare la deduzione immediata che "Alcuni S sono non-P", che è l'obversa della proposizione data.

### Contrapposizione
- Data una proposizione dichiarativa di tipo A, "Tutti gli S sono P", si può fare la deduzione immediata che "Tutti i non-P sono i non-S", che è la contrapposta della proposizione iniziale.
- Data una proposizione di tipo O, "Alcuni S non sono P", si può fare la deduzione immediata che "Alcuni non-P non sono non-S", che è la contrapposta della proposizione iniziale.

## Inferenze immediate non valide
I casi di non corretta applicazione delle contrarie, subcontrarie e subalterne sono casi di sillogismo errato chiamati contrario illecito, subcontrario illecito, e subalterno illecito.
I casi di non corretta applicazione fra proposizioni tra loro contraddittorie sono così rari, che un errore del tipo "contraddizione illecita" in genere non viene nemmeno preso in considerazione.

### Contrario illecito
- È falso che tutti gli A sono B, quindi nessun A è B.
- È falso che nessun A è B, quindi tutti gli A sono B.

### Subcontrario illecito
- Alcuni A sono B, quindi è falso che alcuni A non sono B.
- Alcuni A non sono B, quindi un po 'di A sono B.

### Subalterno illecito (superalterno)
- Alcuni A non sono B, quindi nessun A è B.
- È falso che tutti gli A sono B, quindi è falso che alcuni A sono B.